# 米哈萊
50°43′42″N 24°4′42″E / 50.72833°N 24.07833°E
米哈萊（烏克蘭語：Михалє），是烏克蘭的村落，位於該國西部沃倫州，由沃洛德米爾區負責管轄，始建於1876年，面積5.2平方公里，海拔高度207米，2001年人口203，人口密度每平方公里39.04人。